# Himantolophus macroceratoides
Himantolophus macroceratoides — вид вудильникоподібних риб родини Himantolophidae. Це морський, батипелагічний вид. Відомий лише по одній особині, впійманій тралом на сході Атлантичного океану на глибині 800—900 м..